# Ducula mullerii
Il piccione imperiale dal collare o piccione imperiale di Muller (Ducula mullerii Temminck, 1835) è un uccello della famiglia dei Columbidi diffuso in Nuova Guinea.

## Tassonomia
Comprende le seguenti sottospecie:
- D. m. mullerii (Temminck, 1835) - Nuova Guinea settentrionale;
- D. m. aurantia (A. B. Meyer, 1893) - Nuova Guinea meridionale, isole Aru.